# Реча (Бузеу)
Реча (рум. Recea) — село у повіті Бузеу в Румунії. Входить до складу комуни Бісока.
Село розташоване на відстані 132 км на північ від Бухареста, 45 км на північ від Бузеу, 105 км на захід від Галаца, 84 км на схід від Брашова.

## Населення
За даними перепису населення 2002 року у селі проживали 384 особи, усі — румуни. Усі жителі села рідною мовою назвали румунську.